# Harpalus pensylvanicus
Harpalus pensylvanicus es una especie de escarabajo del género Harpalus, familia Carabidae. Fue descrita científicamente por DeGeer en 1774.
Habita en Canadá (Nueva Escocia) y los Estados Unidos (California, Florida, Alaska).
Los adultos de la especie son de color negro brillante en la parte superior, marrón rojizo en la parte inferior y los élitros tienen líneas. Las larvas son negras con la cabeza rojiza y el cuerpo se estrecha con dos cercos largos. El alimento de la especie incluye semillas de ambrosía y hierbas variadas. Son importantes depredadores de semillas de malezas. Prefieren semillas pequeñas y semillas de cáñamo de agua. Prefieren los campos de heno altos en lugar de los campos de maíz bajos. La especie ocasionalmente daña las fresas en maduración, que es probablemente la forma en que obtiene agua. Se siente atraído por las luces. El nombre común de la especie es escarabajo de tierra de Pensilvania.